# Boris Moroukov
Boris Vladimirovitch Moroukov (en russe : Борис Владимирович Моруков) est un médecin et un cosmonaute russe, né le 1er octobre 1950 à Moscou et mort le 1er janvier 2015.

## Vol réalisé

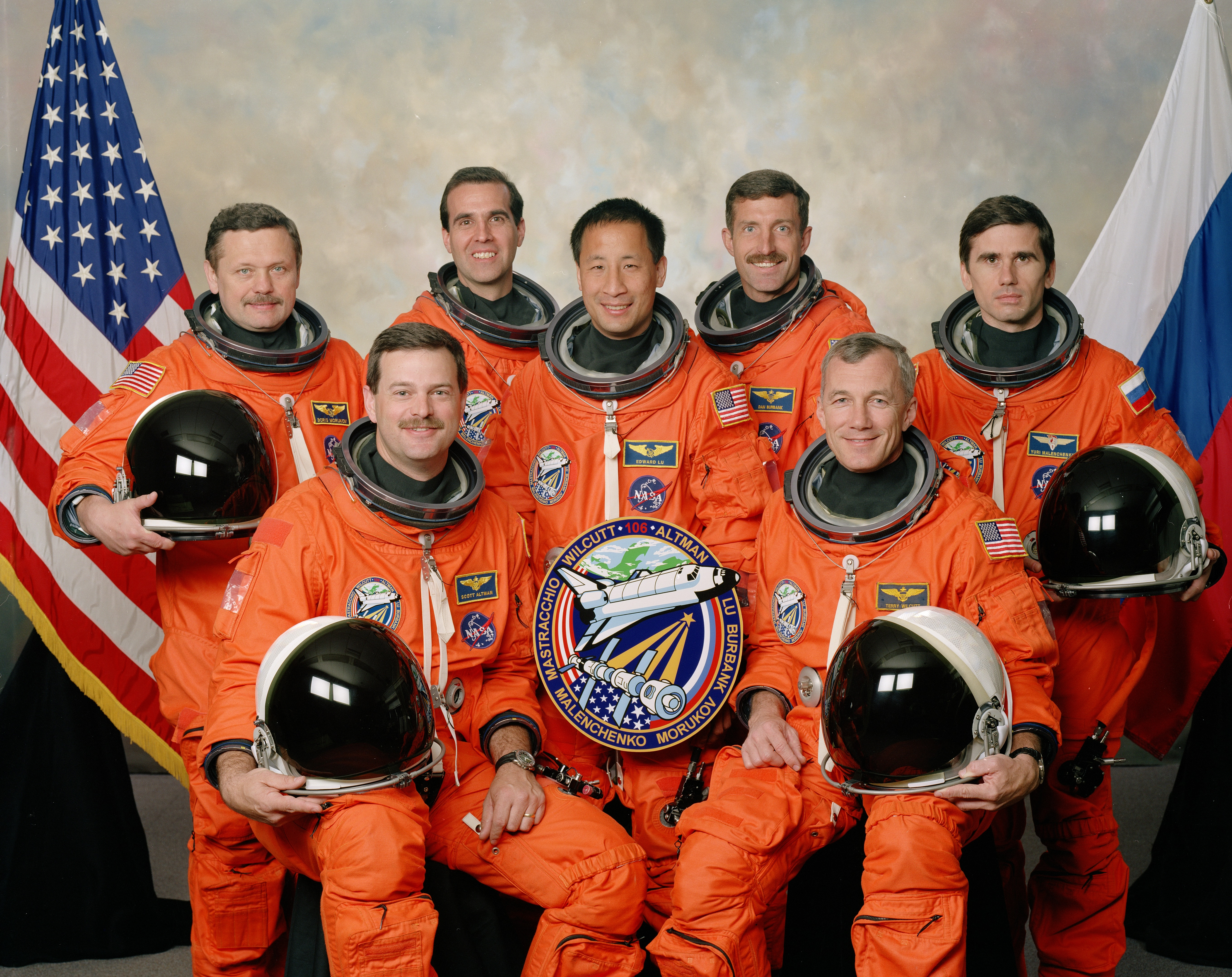
Boris Moroukov et l'équipage russo-américain de la mission STS-106 en 2000.

Boris Moroukov a effectué un unique vol du 8 septembre au 20 septembre 2000, lors de la mission STS-106, à bord d'Atlantis.
Dix ans plus tard, il a dirigé le projet Mars500, une expérience ayant finalement eu lieu du 3 juin 2010 au 4 novembre 2011, au cours de laquelle un équipage international de six hommes (dont un français) ont simulé en isolement un vol vers Mars.